# 1779 en France
Chronologie de la France
- 1775
- 1776
- 1777
- 1778
- 1779
- 1780
- 1781
- 1782
- 1783

Cette page concerne l’année 1779 du calendrier grégorien.

## Événements
- 17 février : un arrêt du conseil impose une caution de 24 millions de livres aux Fermiers et régisseurs du Roi[1].

- 9 mars : la chambre des comptes enregistre un édit de février qui supprime les deux anciens offices de trésoriers-généraux des ponts et chaussées et qui en crée un seul pour ce service[2].

- 12 avril : traité d’Aranjuez. Renouvellement du Pacte de famille entre les Bourbons. La France promet à l’Espagne de recouvrer Gibraltar, Minorque, Mobile et Pensacola[3].

- 5 mai : lettres-patentes accordant la liberté de fabrication dans les manufactures[4].

- 15 mai : Napoléon Bonaparte, qui a obtenu une bourse du roi de France, est admis à l’École militaire de Brienne[5].
- 25 mai : échec du complot de la Pentecôte à l'île Bourbon ; 60 à 80 Noirs de Saint-André et de Sainte-Suzanne se rassemblent dans le but de massacrer tous les Blancs de la région lors de la messe de la Pentecôte. Ils sont arrêtés et cinq d'entre eux sont exécutés, dont une femme enceinte après son accouchement[6].
- Été : la dysenterie dans l’ouest de la France fait 175 000 morts[7].

- 16 juin : Charles III d’Espagne déclare la guerre à la Grande-Bretagne[3].
- 24 juin : début du siège de Gibraltar par la France et l’Espagne (fin le 6 février 1783)[8].
- 25 juin : une flotte franco-espagnole de 66 vaisseaux et de 14 frégates se réunit à la Corogne sous les ordres du comte d’Orvilliers[3]. Elle croise en Manche pendant trois mois sans être inquiétée, mais doit se retirer face à la tempête, la disette et l’épidémie (fin le 10 septembre)[9].

- 2 juillet : prise de la Grenade par les forces françaises du Comte d’Estaing contre les forces britanniques de l’île de la Grenade[10].
- 6 juillet : bataille navale de Grenade[10]. La flotte de d’Estaing (escadre de Toulon) contrôle la mer des Caraïbes. La maîtrise des mers permet aux régiments de l’armée de ligne française, commandés par Rochambeau, de débarquer sur le territoire américain.
- 17 juillet : la chambre des comptes enregistre un édit de juillet qui supprime des 19 offices de trésoriers des maisons du Roi et de la Reine remplacés par un seul office de trésorier général[2].
- 18 juillet : des lettres-patentes autorisent les officiers municipaux de Nevers et de Moulins à créer des collecteurs des impôts professionnels[2].

- 8 août :  édit portant suppression du droit de main-morte et de la servitude personnelle dans les domaines du Roi[11].
- 13 août : remontrances pour la suppression de l’impôt sur les bestiaux de février 1776[1].

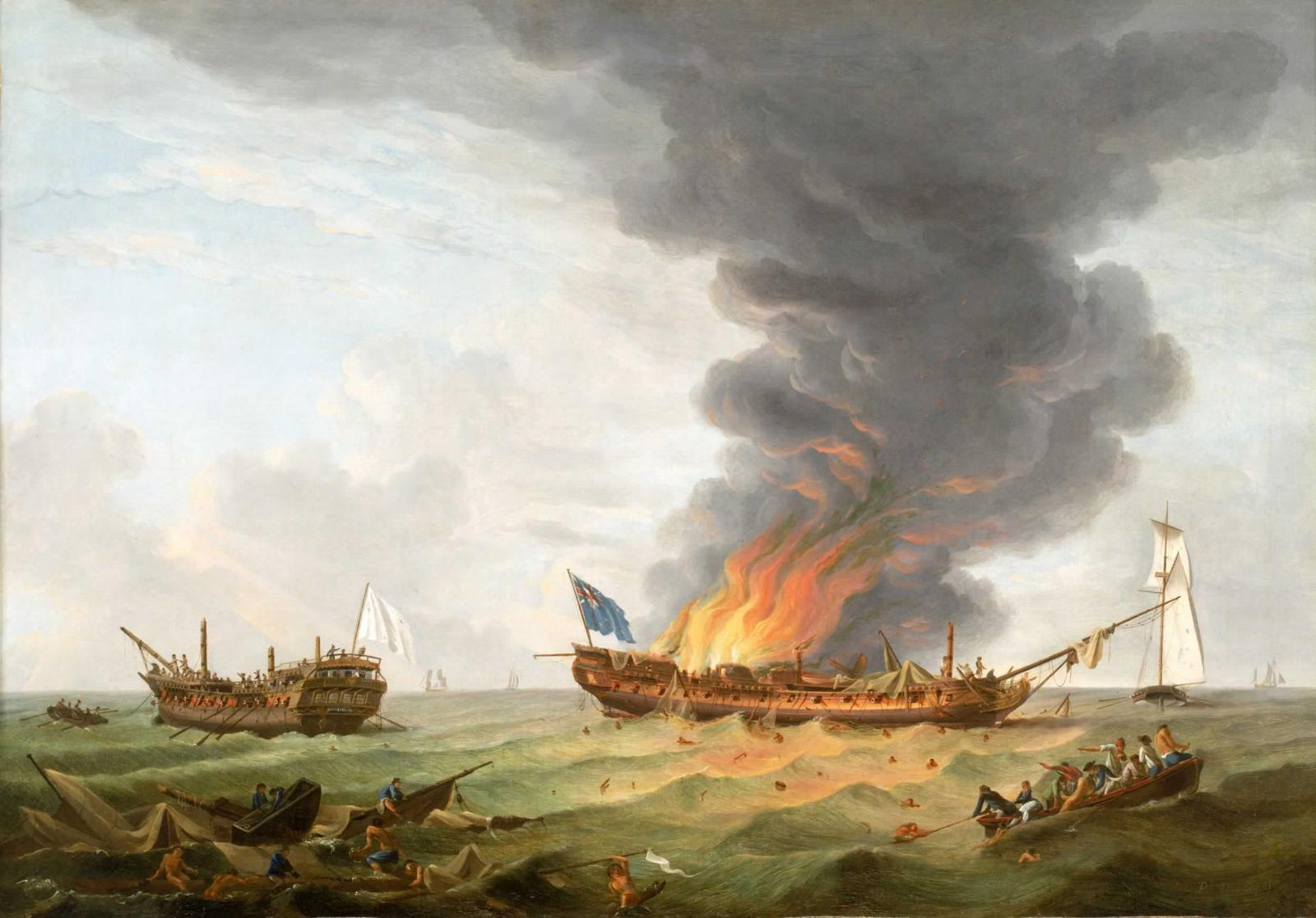
6 octobre : combat entre la Surveillante et le HMS Québec.

- 6 octobre : combat naval entre la Surveillante et le HMS Québec.  Victoire du chevalier Charles Louis du Couëdic[12].

- 18 novembre : accords frontaliers entre la France et les Pays-Bas autrichiens conclus à Bruxelles[13].
- 24 novembre : la chambre des comptes enregistre un édit d’octobre supprimant divers offices[2].
- Novembre : édit portant création de 5 millions de rentes viagères[1].

- 13 décembre : Marie-Joseph-Rose de Tascher de la Pagerie épouse le vicomte Alexandre François Marie de Beauharnais à Noisy-le-Grand[14].
- 22 décembre : nomination de la première sage-femme exerçant à l’Hôtel-Dieu de Montmorency, Élisabeth Bourgeois, femme du sieur Baudrang, chirurgien de l’Hôtel-Dieu[15].

- Antoine Augustin Parmentier publie son Examen critique de la pomme de terre[16].

## Naissances en 1779
- 5 mars :  Louis Huguet-Chateau, Général français du Premier Empire († 8 mai 1814)
- 11 mars : Jérôme-Martin Langlois, peintre néoclassique († 28 décembre 1838)
- 18 mai : Félix Louis L’Herminier, pharmacien et naturaliste français († 1833).
- 15 juin : Louis-Antoine Beaunier, ingénieur français († 1835).

## Décès en 1779
- 11 mars : Louis Constantin de Rohan, cardinal français, évêque de Strasbourg (° 24 mars 1697).
- 11 avril : Joseph de Jussieu, botaniste français (° 1704).
- 6 décembre : Jean Siméon Chardin, peintre français, à Paris.